# 조지 먼로
조지 먼로(George Monro, 1700년 ~ 1757년)는 아일랜드-스코틀랜드계 영국 군인이다. 프렌치 인디언 전쟁 와중 윌리엄 헨리 요새 방어전을 지휘했던 것으로 유명하다. 용전분투했으나 요새는 함락되고, 요새 주둔군은 프랑스와 동맹한 인디언들에게 학살당했다. 먼로의 전쟁 종군은 《모히칸 족의 최후》나 《어쌔신 크리드 로그》 같은 미디어의 소재가 된 바 있다.